# Auguste Luchet
Auguste Luchet, né le 21 avril 1805 à Paris 5e et mort le 9 mars 1872 à Paris 3e, est un dramaturge, journaliste, romancier et écrivain français.

## Biographie
Fils d'un vérificateur de l'enregistrement et des domaines, il est élevé à Dieppe où ses parents emménagent en 1813. Élève brillant mais d'une famille sans fortune, il est placé à 13 ans au greffe de la justice de paix de Dieppe. Il travaille ensuite chez un armateur puis un banquier et, en 1823, décide de partir pour Paris où il souhaite se lancer en littérature. Il est alors employé chez un marchand de la rue Saint-Martin, milieu qui le dégoute totalement, ce qu'il exprimera dans son roman autobiographique Frère et sœur. Il passe quelque temps chez un marchand de draps avant de se lancer dans le journalisme.
Il se retrouve rapidement à la rue et reste deux ans dans la misère avant de trouver une place de sténographe à la Chambre des députés où il rencontre, entre autres, Alphonse Rabbe, Louis Reybaud et Léon Gozlan, qui lui permettent d'entrer dans leur revue politique La Jeune France. Ayant étudié l’anatomie et la craniologie sous François Broussais, il a publié de front ses revues craniologiques et ses études théâtrales dans l’Artiste.
Repéré par Jacques Coste, il devient journaliste au Temps, puis passe au Journal de Paris et prend une part active à la révolution de 1830. Rédacteur au Talisman, au Magasin universel, au Siècle (1849) et au Républicain de Seine-et-Marne (1850). Il collabore avec, avec Félix Pyat, à la rédaction de deux drames romantiques, dont le drame Ango, qualifié par ses auteurs même de révolutionnaire.  Ses pièces ont été représentées sur les plus grandes scènes parisiennes du XIXe siècle : théâtre de l'Ambigu, théâtre de la Porte-Saint-Martin, théâtre Beaumarchais, etc.
Auteur, au talent internationalement reconnu, de romans et études psychologiques, il collabore au Livre des cent-et-un de Pierre-François Ladvocat. Auteur populaire, à la fois dans les cénacles parisiens, dans le boulevard, et même dans les faubourgs, il alterne, de juillet 1830 à février 1848, les drames et les romans.
Son roman Le Nom de famille lui a valu de comparaître, le 10 mars 1842, avec son éditeur Hippolyte Souverain, devant le jury de la cour d'assises. Défendu par Jules Favre, il est condamné à deux ans de prison et 1 000 frs d’amende « pour excitation à la haine et au mépris du gouvernement et provocation à la haine de classes ». D’une nature réservée et discrète jusqu’à la misanthropie, il a préféré se soustraire à cet exil, en allant habiter à Jersey pendant cinq ans. Il a raconté les souvenirs de ce long exil, dans un récit plein de verve, intitulé les Mauvais Côtés de la vie.
Installé au poste de gouverneur du château de Fontainebleau par la Révolution de Février, il a publié quelques ouvrages sur cette ville. Resté fidèle à ses opinions républicaines démocratiques, il avait néanmoins renoncé depuis longtemps, à la fin de sa vie, à la politique pour se consacrer presque exclusivement aux articles d’art industriel. Se piquant d’être bon dégustateur, il a donné des articles dans la revue La Vigne (1866), et publié plusieurs volumes estimés sur la vigne et le vin.
Au cimetière du Père-Lachaise, où il repose, son buste en bronze dû à Émile Guillemin, est répertorié aux richesses françaises. Le chansonnier Charles Vincent, qu’il avait adopté, l’a veillé jusqu’à la dernière minute.

## Publications
- Paris, esquisses dédiées au peuple parisien et à M. J.-A. Dulaure, Paris, J. Barbezat 1830.
- Henri le prétendant, roman, Paris, Urbain Canel, Adolphe Guyot, 1832.
- avec Félix Pyat, Le Brigand et le Philosophe : drame en 5 actions, Paris, Duvernois, 1834, viii, 71, in-8º (OCLC 697952518, lire en ligne).
- Jersey, drame en cinq actes, six tableaux, avec un épilogue, avec Félix Pyat, Paris, Ambroise Dupont, 1835.
- Un mariage de cour, crime et silence, Paris, H. Souverain, 1835.
- avec Michel Masson, Thadéus le ressuscité, Paris, A. Dupont, 1836, 2 vol. in-8º (OCLC 794810955, lire en ligne).
- Frère et Sœur, roman, 2 vols., Paris, Souverain, 1838.
- Justes frayeurs d'un habitant de la banlieue à propos des fortifications de Paris, Paris, Pagnerre, 1840.
- Récit de l'inauguration de la statue de Gutenberg et des fêtes données par la ville de Strasbourg les 24, 25 et 26 juin 1840, Paris, Pagnerre, 1840, 152 p. (OCLC 416306240, lire en ligne).
- Le Nom de famille, 2 vols., Paris, Souverain, 1842.
- Le Passe-partout, 2 vols., Paris, Souverain, 1844.
- Le Confessionnal de sœur Marie, Paris, H. Souverain, 1847, 316 p., 2 vol. in-8º (OCLC 1143121684, lire en ligne sur Gallica).
- Souvenirs de Jersey : guide du voyageur français dans cette île, Saint-Hélier, Ph.-J. Ouless, 1847, 224 p., in-16º (OCLC 459758242).
- Souvenirs de Fontainebleau, Fontainebleau, Reullier, 1842, 204 p., in-16 (OCLC 1308870775, lire en ligne sur Gallica).
- Le Cordonnier de Crécy, drame en 5 actes, avec Jean-François Desbuards, musique d’Olivier Métra, Paris, Barbré, 1854, 16 p. (OCLC 162842454, lire en ligne).
- « Pour qui ce livre est fait », dans Fontainebleau, paysages, légendes, souvenirs, fantaisies, Paris, Hachette, 1855, 368 p., in-16 (OCLC 1449119067, lire en ligne), p. 11-33.
- La Marchande du Temple, drame en 5 actes, avec Jean-François Desbuards, musique de Charles-Alexandre Fessy, Paris, Dondey-Dupré, 1856, 19 p., in-4º (OCLC 1040914270, lire en ligne).
- Les Mœurs d’aujourd’hui : le tabac, le jeu, le canot, le pourboire, la blague, la pose, le chantage, le loyer, la boutique, l’exil, Paris, Coulon-Pineau, 1854, xix-213, 1 vol. ; in-12 (OCLC 1449119297, lire en ligne sur Gallica).
- La Côte-d'Or à vol d'oiseau, lettres écrites à M. L. Havin, après la récolte de 1857, Paris, Michel-Lévy, 1858.
- Le Clos de Vougeot et la Romanée-Conti, Paris, Bénard, 1859, 92 p., in-24 (OCLC 466396798, lire en ligne).
- La Science du vin, lettres écrites à M. L. Havin, après la récolte de 1859, Paris, Michel-Lévy Frères, 1861.
- Les Mauvais côtés de la vie : souvenirs d'exil, Paris, Édouard Dentu, 1862, 315 p., in-18 (OCLC 776901053, lire en ligne sur Gallica).
- L'Art industriel à l'Exposition universelle de 1867 : mobilier, vêtement, aliments, 1868.
- Album révolutionnaire, Paris, Proux, 1869.

## Hommages
Il existe des voies nommées d'après Auguste Luchet à Avignon et Toulouse.